# Dutch Open 2007
Il Dutch Open 2007 (conosciuto anche come Priority Telecom Open) è stato un torneo di tennis giocato sulla terra rossa.
È stata la 50ª edizione del Dutch Open, che fa parte della categoria International Series nell'ambito dell'ATP Tour 2007. 
Si è giocato allo Sportlokaal de Bokkeduinen di Amersfoort nei Paesi Bassi, dal 16 al 23 luglio 2007.

## Campioni

### Singolare maschile
Steve Darcis ha battuto in finale  Werner Eschauer con il punteggio di 6–1, 7–6(1)

### Doppio
Juan Pablo Brzezicki /  Juan Pablo Guzmán hanno battuto in finale  Robin Haase /  Rogier Wassen con il punteggio di 6–2, 6–0